# Ekermanska huset

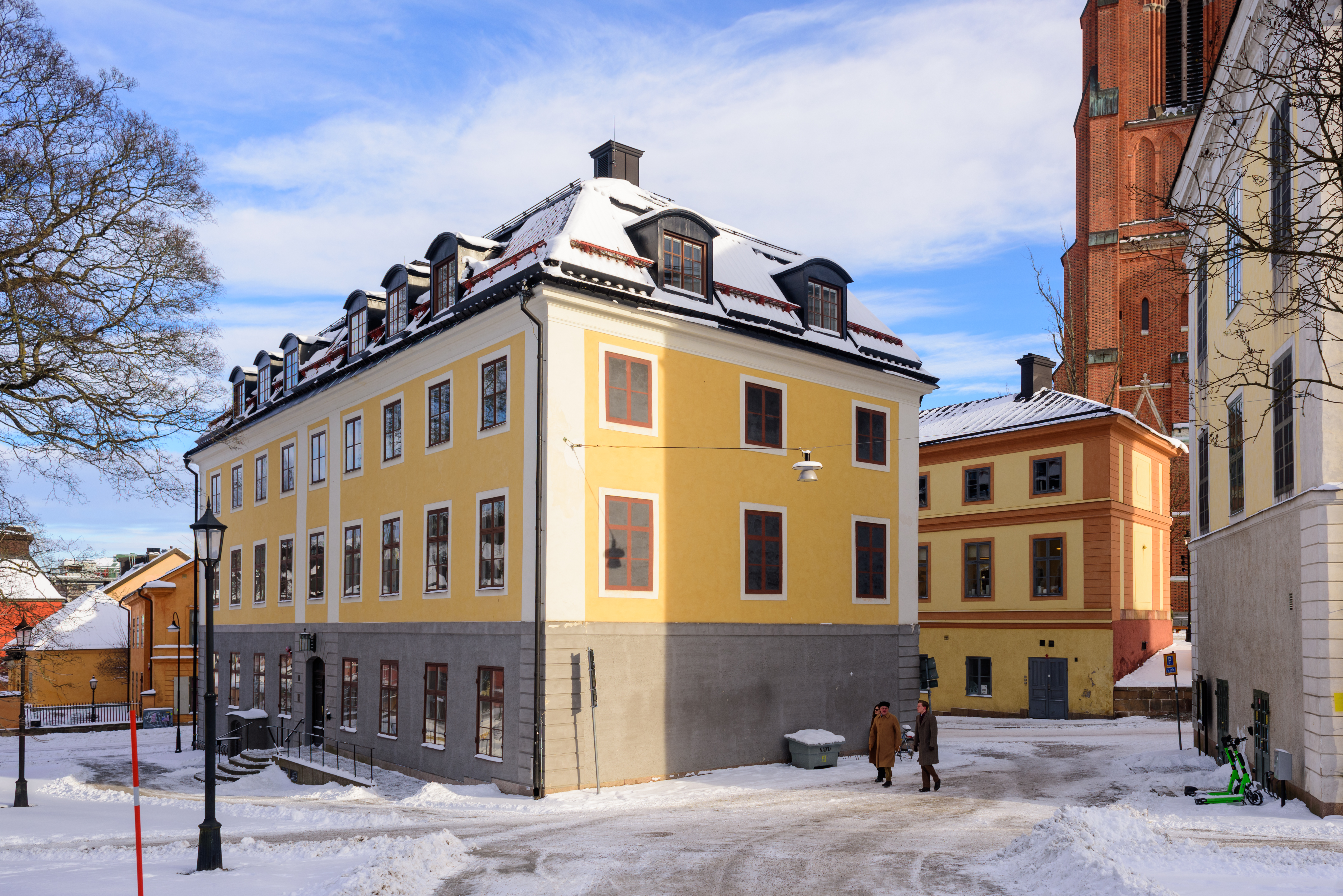
Ekermanska huset i Uppsala.

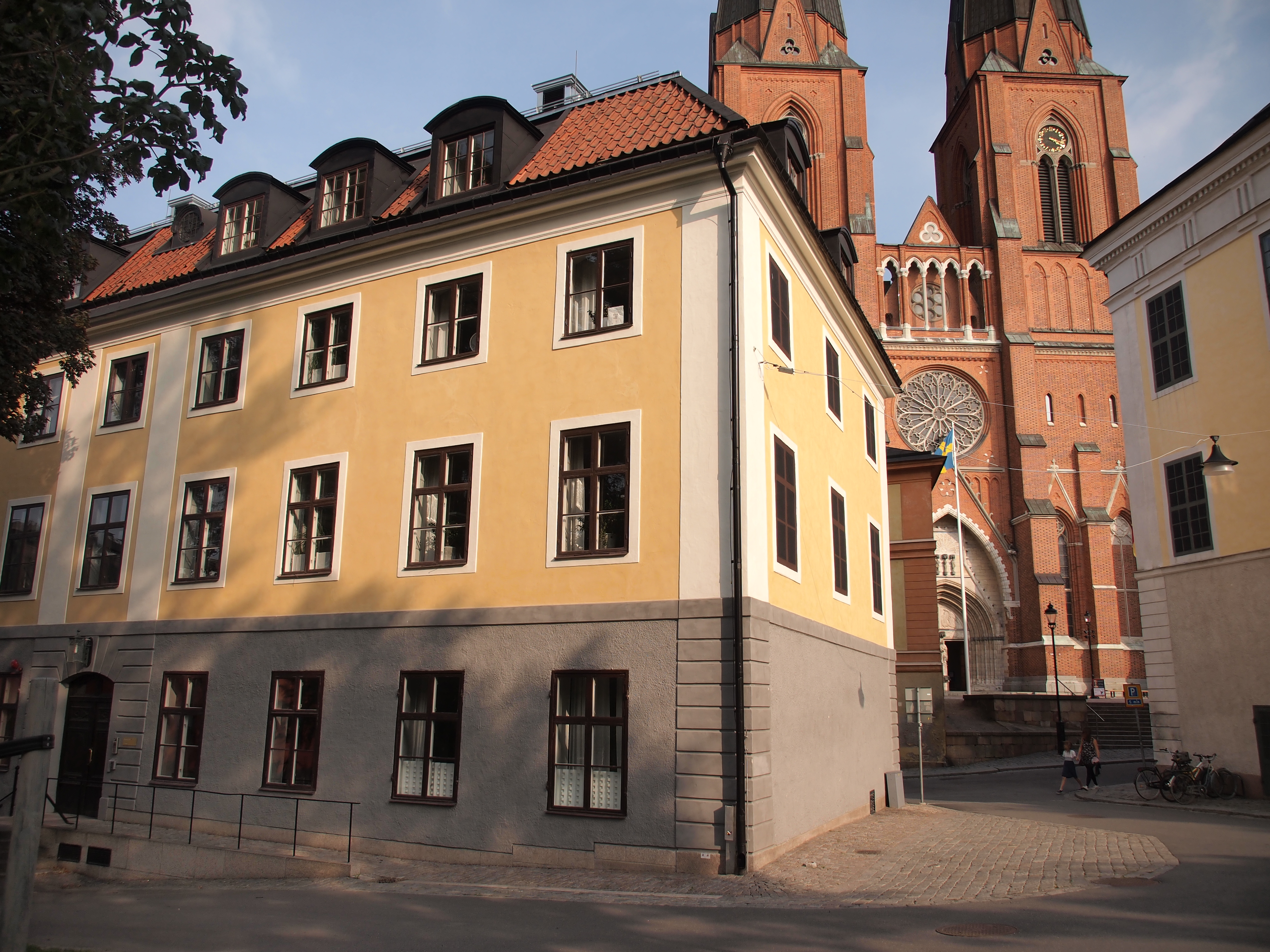
Ekermanska huset och Domkyrkan.

Ekermanska huset (förr även kallat Aurivilliska huset), byggnad i Uppsala, belägen invid Uppsala domkyrka,  strax ovanför S:t Eriks torg, mellan Universitetsparken, Gustavianum samt Domkyrkoplan och S:t Larsgatan. 

## Historia
Byggnaden uppfördes med sin rokokofasad år 1761 av professorn i latin Petrus Ekerman (1697–1783) som privatbostad. Efter honom kallas byggnaden Ekermanska huset.  Ekerman är än i dag omtalad eftersom han överutnyttjade den tidens utbildningsordning, att det var professorn som författade en students magisteravhandling, varefter studenten hade att försvara den. Professorn hade rätt att, som en del i sina löneinkomster, uppbära arvode för ett sådant författarskap. Ekerman satte detta i affärsmässigt system och författade mot betalning över 600 avhandlingar. För detta blev han kritiserad av sina kolleger, men hans agerande gjorde att han fick en ansenlig förmögenhet och kunde finansiera bygget av det hus som än idag bär hans namn.
Efter Ekermans död ärvdes huset av hans dotter Eva Ulrika Ekerman (1733–1804) och svärson professorn i orientaliska språk Carl Aurivillius (1717–1786). Deras son var universitetsbibliotekarien Pehr Fabian Aurivillius (1756–1829), som ärvde det efter dem. Under hans tid som ägare, och före tillkomsten av biblioteksbyggnaden Carolina Rediviva, upplät han delar av huset till universitets boksamlingar.  Det var därefter i den Aurivilliska familjens ägo till 1850 då det såldes till Uppsala län, som där inrättade ett länslasarett. 
Sedan det nya Akademiska sjukhuset stod klart 1868 såldes huset till Uppsala universitet som i de nedre delarna inrättade lokaler för medicinsk poliklinikundervisning. Denna verksamhet var kvar i huset till 1920-talet.
Åren 1885–1920 inrymde husets övre våningar vissa delar av Uppsala universitets konstsamlingar, som tidigare funnits i grannhuset Gustavianum.  Under 1920-talet uppläts vissa salar till Victoriamuseet för egyptiska fornsaker.

### Senare tid
Från 1920-talet blev huset seminarie- och undervisningslokaler för olika humanistiska ämnen,  pedagogik, nordiska språk, litteraturhistoria,  historia och även teologi. Det kunde då även helt enkelt kallas "Seminariebyggnaden vid S:t Larsgatan". I samband med att universitetet inrättade institutioner med behov av egna expeditionslokaler flyttade undervisningen i pedagogik, nordiska språk, teologi och litteraturhistoria till andra byggnader. Kvar blev historieämnet, som där kunde inrätta 'Historiska institutionen', vilken ensam var kvar i huset fram till 2004.
Ekermanska huset förvaltas efter historiska institutionens flyttning till Engelska parken - Humanistiskt centrum av Statens fastighetsverk, som genomfört en renovering efter vilken kyrkokansliet i Svenska kyrkan 2008 blivit ny hyresgäst.
Huset är sedan 1993 ett statligt byggnadsminne.

### Webbkällor
- Ekermanska huset från Statens fastighetsverk